# Ambaguio
Ambaguio (Bayan ng  Ambaguio) es un municipio filipino de quinta categoría perteneciente a la provincia de Nueva Vizcaya en la Región Administrativa de Valle del Cagayán, también denominada Región II.

## Geografía
Tiene una extensión superficial de 156.26 km² y según el censo del 2007, contaba con una población de 11.499 habitantes y 1.837 hogares; 13.452 habitantes el día primero de mayo de 2010

### Barangayes
Ambaguio se divide administrativamente en 8 barangayes o barrios, todos de carácter rural.
- Ammoweg
- Camandag
- Labang
- Napo
- Población
- Salingsingan
- Tiblac
- Dulli

## Política
Su Alcalde (Mayor) es Moises G. Amokla, Sr.

## Historia
Hasta el 18 de junio de 1966 Ambaguio formaba parte del municipio de Bayombong cuando gracias a la gestión del congresista por Nueva Vizcaya,  Leonardo Pérez, siendo su primer alcalde Mariano Agnahe.

## Fiestas locales
- Festival Baykat, se celebra todos los años entre los días 15 y 18 de junio.[6]
- Fiesta patronal, San Damián de Molokai, 12 de mayo.